# Колумбийско-панамские отношения
Колумбийско-панамские отношения — двусторонние дипломатические отношения между Колумбией и Панамой. Протяжённость государственной границы между странами составляет 339 км.

## История
С 1821 года по 1903 год Панама входила в состав Колумбии или её государств-предшественников. В 1903 году Панама отделилась от Колумбии и стала суверенным государством. В 1921 году Колумбия признала независимость Панамы после того, как Соединённые Штаты Америки выплатили Колумбии компенсацию в сумме 25 миллионов долларов США за вмешательство в колумбийско-панамский конфликт. 
В 2014 году в Панаме проживало порядка 500 000 колумбийцев, панамские банки являются популярным местом для хранения денежных средств среди граждан Колумбии.